# 1905年8月30日日食
1905年8月30日日食是一次日全食，發生於1905年8月30日。新月當天（即朔日），地球上觀測到月球和太阳的角距離極小，此時月球如果恰好在月球交點附近，穿過太阳和地球之間，與地球、太阳接近一直線，則會出現日食。月球本影接觸地表而使該區域完全得不到陽光，就會形成日全食，同時在本影兩側數千公里的半影範圍內遮擋部分陽光，形成日偏食。此次日全食經過了加拿大、紐芬蘭、西班牙、法屬阿爾及利亞、法屬突尼西亞、鄂圖曼的黎波里塔尼亞、埃及赫迪夫國、鄂圖曼帝國、舍邁爾山酋長國、亞丁保護國、馬斯喀特和阿曼蘇丹國，日偏食則覆蓋了北美洲中東部、整個欧洲、亚洲中西部、非洲中北部。

## 日食概況

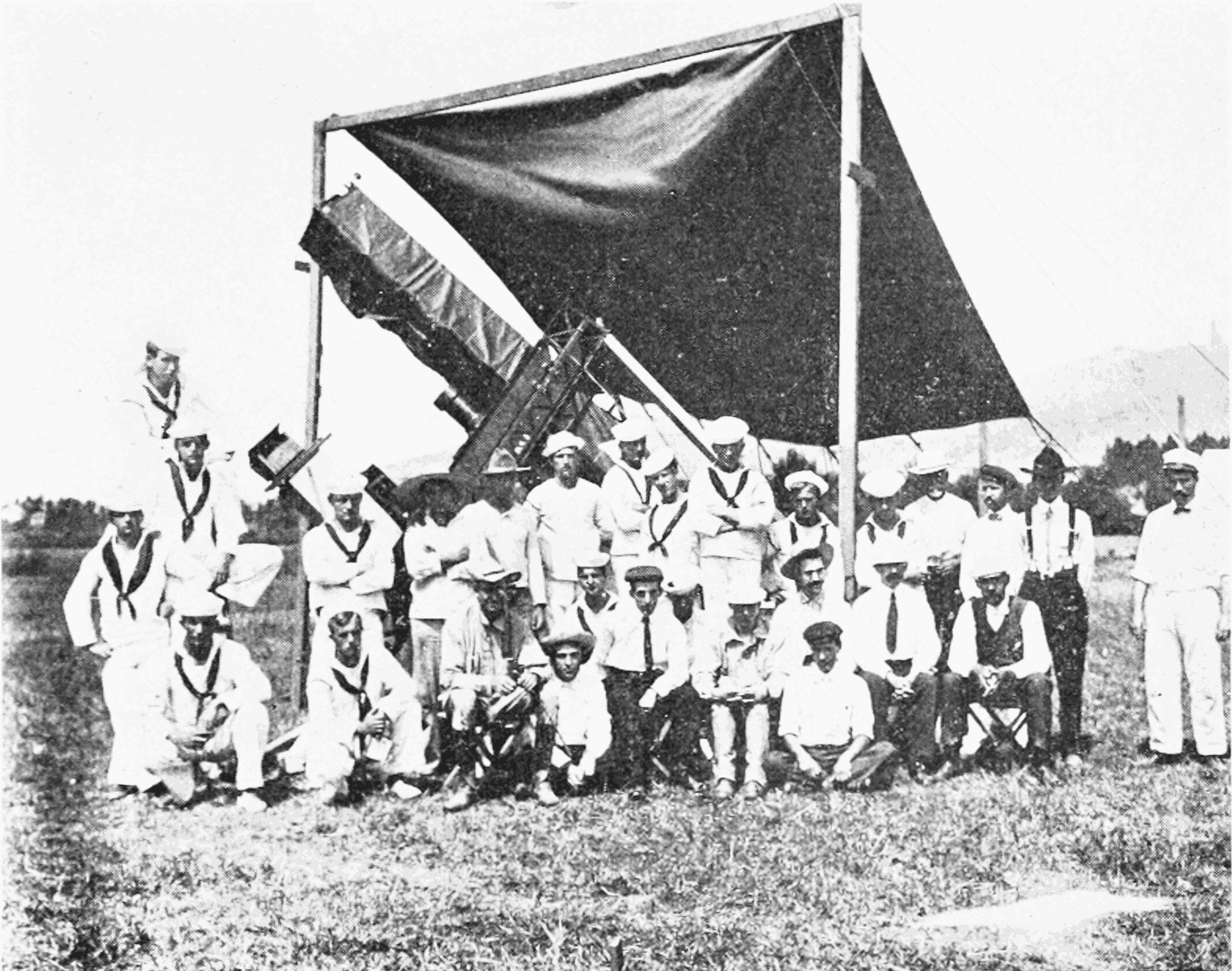
西班牙達羅卡舉辦的觀日食派對

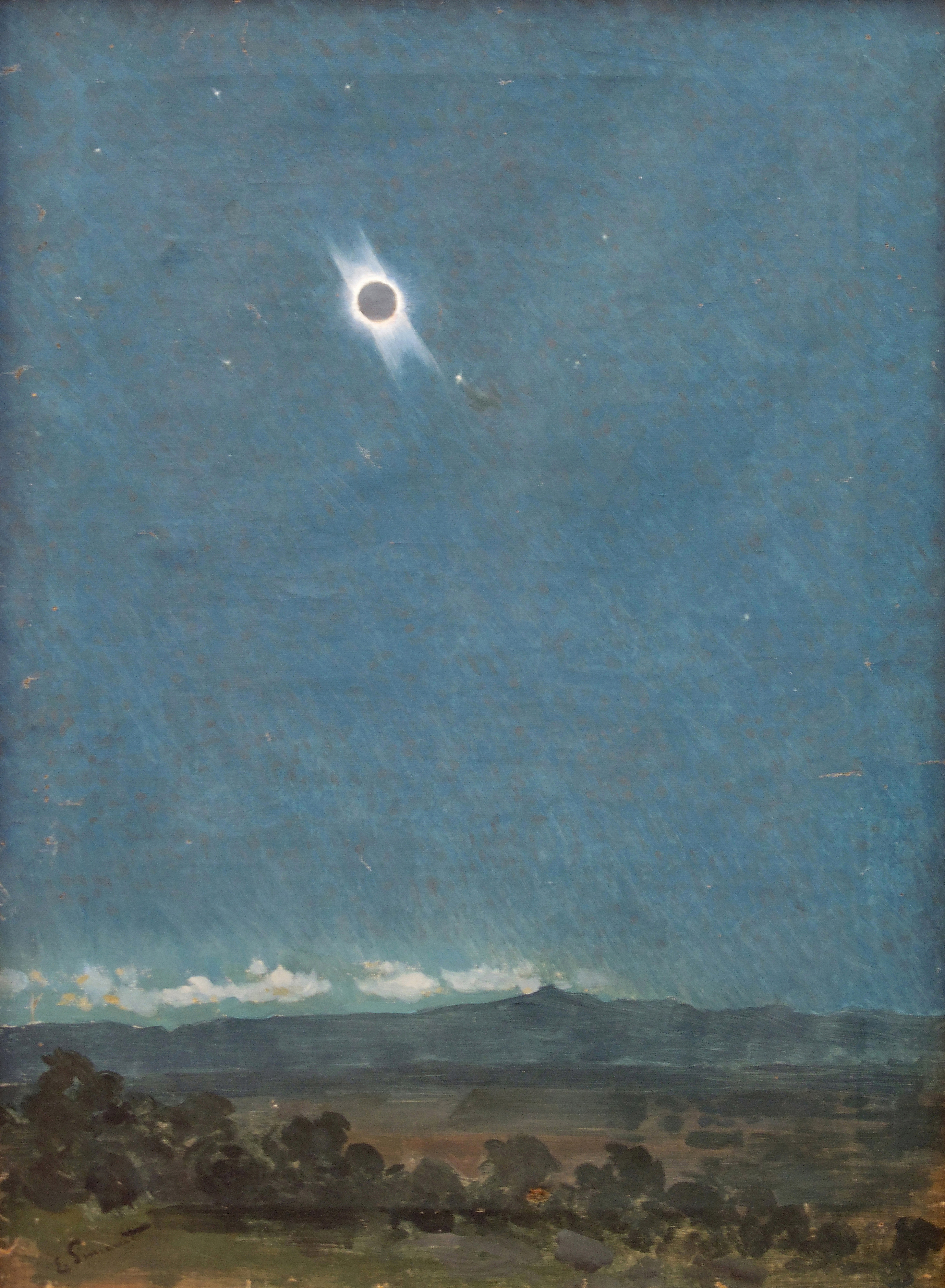
西班牙畫家恩里克·西蒙奈繪製的日全食圖片

### 出現區域
加拿大曼尼托巴省東南部在日出時最先看到日全食，隨後月球本影向東偏北貫穿加拿大東部、紐芬蘭（今加拿大紐芬蘭與拉布拉多省），逐漸轉向東南，跨過北大西洋，在西班牙帕倫西亞省東部達到最大食分。此後本影繼續向東南貫穿地中海西部、非洲東北部、紅海，最終在日落時分結束於阿拉伯半岛的英国保护国馬斯喀特和阿曼（今阿曼）西南部。其中，全食帶覆蓋了鄂圖曼的黎波里塔尼亞首府的黎波里（今利比亚首都）和同屬鄂圖曼帝國統治的漢志州首府麥加（今屬沙特阿拉伯）。
本影經過的陸地依次包括：
- 加拿大：從曼尼托巴省東南部開始接觸地表，自西向東貫穿安大略省和魁北克省；
- 紐芬蘭殖民地（英语：Newfoundland Colony）（今屬加拿大）：自西向東橫貫拉布拉多南部；
- 西班牙：加利西亞東北部、阿斯圖里亞斯、卡斯蒂利亚-莱昂東北半部、坎塔布里亞中西部、巴斯克西南部、拉里奧哈、馬德里省（今馬德里自治區）極北端、納瓦拉南部、卡斯蒂利亚-拉曼恰東北部、阿拉贡中南部、瓦倫西亞北部、加泰罗尼亚西南部、巴利阿里群島的馬略卡島除東北部外的大部及其西南各島，其中最大食分位於卡斯蒂利亚-莱昂境內的帕倫西亞省東部；
- 法屬阿爾及利亞（今阿尔及利亚）：貝賈亞省東北部、塞提夫省東北部、米拉省除南部外的大部、烏姆布瓦吉省除西南部外的絕大部分、漢舍萊省東北部、泰貝薩省北部，及上述地區以北各地（塔里夫省東北角除外）；
- 法屬突尼西亞（今突尼西亞）：堅杜拜省中南部、卡夫省、卡塞林省除西南部外的大部、貝雅省西南部、錫勒亞奈省除東北部外的大部、宰格萬省西南部、凱魯萬省、西迪布濟德省、加夫薩省東北部、蘇塞省南部、莫納斯提爾省除沿海地區外的大部、馬赫迪耶省除極東北角外的絕大部分、斯法克斯省、加貝斯省東北部、梅德寧省北部；
- 鄂圖曼的黎波里塔尼亞（今利比亚）：經過努加特海姆斯省北部、扎維耶省北部、吉法拉省中北部、的黎波里省、西山省極東北角、邁爾蓋卜省除西南角外的大部、米蘇拉塔省北部、蘇爾特省北部，自西北向東南斜貫綠洲省，經過布特南省南部和庫夫拉省東北部；
- 埃及赫迪夫国（今埃及）：經過馬特魯省西南部，自西北向東南斜貫新河谷省中部偏北，經過基納省南端和阿斯旺省北部，斜貫紅海省中部偏南（包括今有爭議的哈拉伊卜三角區東北部）；
- 奥斯曼帝国（今屬沙特阿拉伯的部分）：自西北向東南斜貫漢志州（斜貫今麥加省並經過巴哈省東北角和阿西爾省北部）；
- 舍邁爾山酋長國（今屬沙特阿拉伯）：自西北向東南貫穿利雅得省南部，經過奈季蘭省東北部，貫穿東部省南部；
- 亞丁保護國（今屬也门）：哈德拉毛省東北部和馬哈拉省北部；
- 马斯喀特和阿曼苏丹国（今阿曼）：從西部邊境進入佐法爾省並離開地表。[3][4]

除了狹窄的全食帶內能看見日全食之外，月球半影覆蓋範圍內都能看到日偏食，包括加拿大中東部、紐芬蘭、圣皮埃尔和密克隆、格陵兰、美国中東部、百慕大、尤卡坦半島北端、大安的列斯群岛中北部、整個欧洲、北非、西非除西南海岸外的絕大部分、中非中北部、东非中北部、西亚、英屬印度西北部（今巴基斯坦除東端邊境外的絕大部分和印度西部邊境）、中國甘肅新疆省（今屬新疆维吾尔自治区）西端、俄國西半部。

### 基本參數
- 類型：日全食
- 食甚中心處（位於西班牙帕倫西亞省東部）資料：
  - 時間：1905年8月30日13:07:21.2
  - 地點：42°28.4′N 4°18.4′W / 42.4733°N 4.3067°W
  - 食分：1.0477（全食帶內最大）
  - 日全食持續時間：3分46.1秒

## 觀測
美國海軍天文台的觀測隊在三個不同地點觀測了日全食——靠近中心線的海拔2,500英尺（760）的西班牙達羅卡和海拔1,500英尺（460）的法屬阿爾及利亞蓋勒馬，以及靠近全食帶南緣的海拔1,000英尺（300）的西班牙瓦倫西亞省波爾塔科埃利。觀測隊負責人和部分隊員在7月3日從纽约乘船出發，在7月20日抵達西班牙北部港口格拉多，而其他隊員已事先抵達當地。最終三地都天氣晴好，觀測順利完成，觀測隊拍攝了日冕圖像，並進行了光譜觀測。

## 相關的日食

### 1902-1906年的日食
月球交替位於相對的月球交點時，以半個交點年（食年），即約177天又4小時間隔出現下列日食。
註：1902年5月7日和1902年10月31日的日偏食屬於上一組交點年系列。1906年7月21日的日偏食屬於下一組交點年系列。
| 降交點   | 降交點                   |          | 升交點                   | 升交點 |
| 沙羅周期 | 地圖                     | 沙羅周期 | 地圖                     |        |
| 108      | 1902年4月8日 偏食（北）  |          |                          |        |
| 118      | 1903年3月29日 環食       | 123      | 1903年9月21日 全食       |        |
| 128      | 1904年3月17日 環食       | 133      | 1904年9月9日 全食        |        |
| 138      | 1905年3月6日 環食        | 143      | 1905年8月30日 全食       |        |
| 148      | 1906年2月23日 偏食（南） | 153      | 1906年8月20日 偏食（北） |        |

### 沙羅周期
沙羅週期長度為18年11天。本次日食屬於沙羅週期143，共包含72次日食，依次為1617年3月7日至1779年6月14日的10次日偏食、1797年6月24日至1995年10月24日的12次日全食、2013年11月3日至2067年12月6日的4次全環食（亦稱混合食）、2085年12月16日至2536年9月16日的26次日環食、2554年9月28日至2873年4月23日的20次日偏食，總共歷時1280.14年。其中最長的全食發生於1887年8月19日，共持續了3分50秒。
下表列舉了1901年至2100年間發生的屬於該周期的日食，是第17至28次：
| 17            | 18             | 19             |
| ------------- | -------------- | -------------- |
| 1905年8月30日 | 1923年9月10日  | 1941年9月21日  |
| 20            | 21             | 22             |
| 1959年10月2日 | 1977年10月12日 | 1995年10月24日 |
| 23            | 24             | 25             |
| 2013年11月3日 | 2031年11月14日 | 2049年11月25日 |
| 26            | 27             |                |
| 2067年12月6日 | 2085年12月16日 |                |

## 資料來源
1. ↑  樊忠玉. . 中国天文科普网.   [2016-04-10]. （原始内容存档于2014-09-17）.
2. 1 2  Fred Espenak. . NASA Eclipse Web Site.   [2016-04-10]. （原始内容存档于2020-10-23）.（英文）
3. ↑  Fred Espenak. . NASA Eclipse Web Site.   [2016-04-10]. （原始内容存档于2020-10-23）.（英文）
4. ↑  Xavier M. Jubier. .   [2016-04-10]. （原始内容存档于2017-03-27）.（法文）（英文）
5. ↑  Fred Espenak. . NASA Eclipse Web Site.   [2016-04-10]. （原始内容存档于2017-12-28）.（英文）
6. ↑  Colby M. Chester. . Publications of the U.S. Naval Observatory Second Series: B.11–B.13.   [2016-04-11]. （原始内容存档于2017-03-27）.（英文）
7. ↑  Fred Espenak. . NASA Eclipse Web Site.（英文）

## 外部連結
- NASA日食專頁（页面存档备份，存于）（英文）
- 可見區域圖和時間統計：由弗雷德·埃斯佩纳克做出的日食預報，NASA/GSFC
  - Google互動地圖呈現的日食範圍
  - 貝塞爾元素
- Google地圖顯示的日全食和日偏食範圍（页面存档备份，存于）（法文）（英文）
- 1900-1937年歷次日全食的日冕（页面存档备份，存于），本次拍攝於西班牙海岸外、法屬阿爾及利亞蘇格艾赫拉斯、法属突尼斯斯法克斯（法文）（英文）

| \| \| 日食 \|                            |                              |                                           |
| 上一次日食： 1905年3月6日日食 （日環食） | 1905年8月30日日食 （日全食） | 下一次日食： 1906年2月23日日食 （日偏食） |
| 上一次日全食： 1904年9月9日日食          | 1905年8月30日日食 （日全食） | 下一次日全食： 1907年1月14日日食          |
|                                          | 日食                         |                                           |